# Містер Мото на острові небезпеки
Містер Мото на острові небезпеки (англ. Mr. Moto in Danger Island) — американський кримінальний трилер режисера Герберта А. Лідза 1939 року.

## Сюжет
Уряд США просить містера Мото їхати в Пуерто-Рико, щоб розслідувати контрабанду алмазів після того, як попередній детектив був убитий.

## У ролях
- Петер Лорре — містер Кентаро Мото
- Воррен Хаймер — Твістер МакГарк
- Аманда Дафф — Джоан Кастл
- Чарльз Д. Браун — полковник Том Кастл
- Роберт Лоурі — лейтенант Джордж Бентлі
- Річард Лейн — комісар Гордон
- Леон Еймс — комісар Мадеро
- Джин Хершолт — містер Саттер
- Дагласс Дамбрілл — командор Ла Коста
- Пол Харві — губернатор Джон Бентлі